# 日本衛生検査所協会
一般社団法人日本衛生検査所協会（にほんえいせいけんさじょきょうかい、Japan Registered Clinical Laboratories Association）は、臨床検体検査の法的整備事業などを行っており、全国の衛生検査所で構成されている。略称「日衛協」。元厚生労働省所管。

## 沿革
- 1973年 - 登録衛生検査所制度に基づき全国臨床検査所協会設立
- 1979年 - 日本臨床検査専門学院を開設
- 1980年 - 登録衛生検査所の普及により日本登録衛生検査所協会に改称
- 1981年 - 日本衛生検査所協会に改称
- 1987年 - 社団法人化
- 2005年 - 他の検査関連4団体と臨床検査振興協議会を発足

## 会員

### 賛助会員
- アークレイマーケティング
- アイテック阪急阪神
- 旭化成ファーマ
- アボットジャパン
- アリーア　メディカル
- アルフレッサ ファーマ
- アルフレッサ
- 医学生物学研究所
- イステムジャパン
- イムコア
- 栄研化学
- エーディア
- SESメディカル
- オーソ・クリニカル・ダイアグノスティックス
- オックスフォード・イムノテック
- カイノス
- 香川成人医学研究所
- 関東化学
- キヤノンメディカルシステムズ
- 九州健康総合センター
- 協和メディシード
- 協和メデックス
- 極東製薬工業
- キアゲン
- コスミックコーポレーション
- コムテック
- コワークス
- サクラファインテックジャパン
- シーメンスヘルスケア・ダイアグノスティクス
- ジェイ・シー・アール
- ジェネレックス
- シスメックス
- スライドアート
- 積水メディカル
- セラビジョン・ジャパン
- 大扇産業
- ディーソル
- DSファーマバイオメディカル
- テルモ東京統括支店
- デンカ生研
- 東邦薬品
- 東洋器材科学
- 徳島県農村健康管理センター
- 成紀器械店
- 日栄東海
- 日水製薬
- ニットーボーメディカル
- ニプロ
- 日本ケミファ臨床検査薬事業部
- 日本電子
- 日本ビーシージー製造
- 日本ベクトン・ディッキンソン
- 日本メディポート
- バイオ・ラッドラボラトリーズ
- 日立ハイテクノロジーズ
- ファディア
- 富士フイルムメディカル
- 伏見製薬所　衛生検査センター
- 富士レビオ
- プレシジョン・システム・サイエンス
- ベックマン・コールター
- ホロジック・ジャパン
- 三菱UFJ信託銀行
- メディクプランニングオフィス
- メディカルシステム研究所
- メディセオ
- ヤマサ醤油
- ユーエムエー
- ロシュ・ダイアグノスティックス
- 和光純薬工業